# Deutsche Meisterschaften im Rennrodeln 2003
Die Deutschen Meisterschaften im Rennrodeln 2003 fanden am 11. Januar 2003 auf der Bobbahn Winterberg Hochsauerland in Winterberg statt. Die Titel gingen an Sylke Otto im Einsitzer der Frauen, Georg Hackl im Einsitzer der Männer und Patric Leitner/Alexander Resch im Doppelsitzer.

## Ergebnisse

### Einsitzer der Frauen
| Platz | Sportlerin           | Verein                        | Zeit         |
| ----- | -------------------- | ----------------------------- | ------------ |
| 1     | Sylke Otto           | WSC Erzgebirge Oberwiesenthal | 1:29,997 min |
| 2     | Silke Kraushaar      | BSR Rennsteig Oberhof         | 1:30,000 min |
| 3     | Barbara Niedernhuber | WSV Königssee                 | 1:30,183 min |
| 4     | Sonja Wiedemann      | SG Hausham                    | 1:30,419 min |
| 5     | Anke Wischnewski     | WSC Erzgebirge Oberwiesenthal | 1:30,815 min |
| 6     | Gabi Bender          | WSV Königssee                 | 1:30,856 min |
| 7     | Sabine Kurth         | RC Ilmenau                    | 1:31,124 min |
| 8     | Tatjana Hüfner       | WSC Erzgebirge Oberwiesenthal | 1:31,234 min |

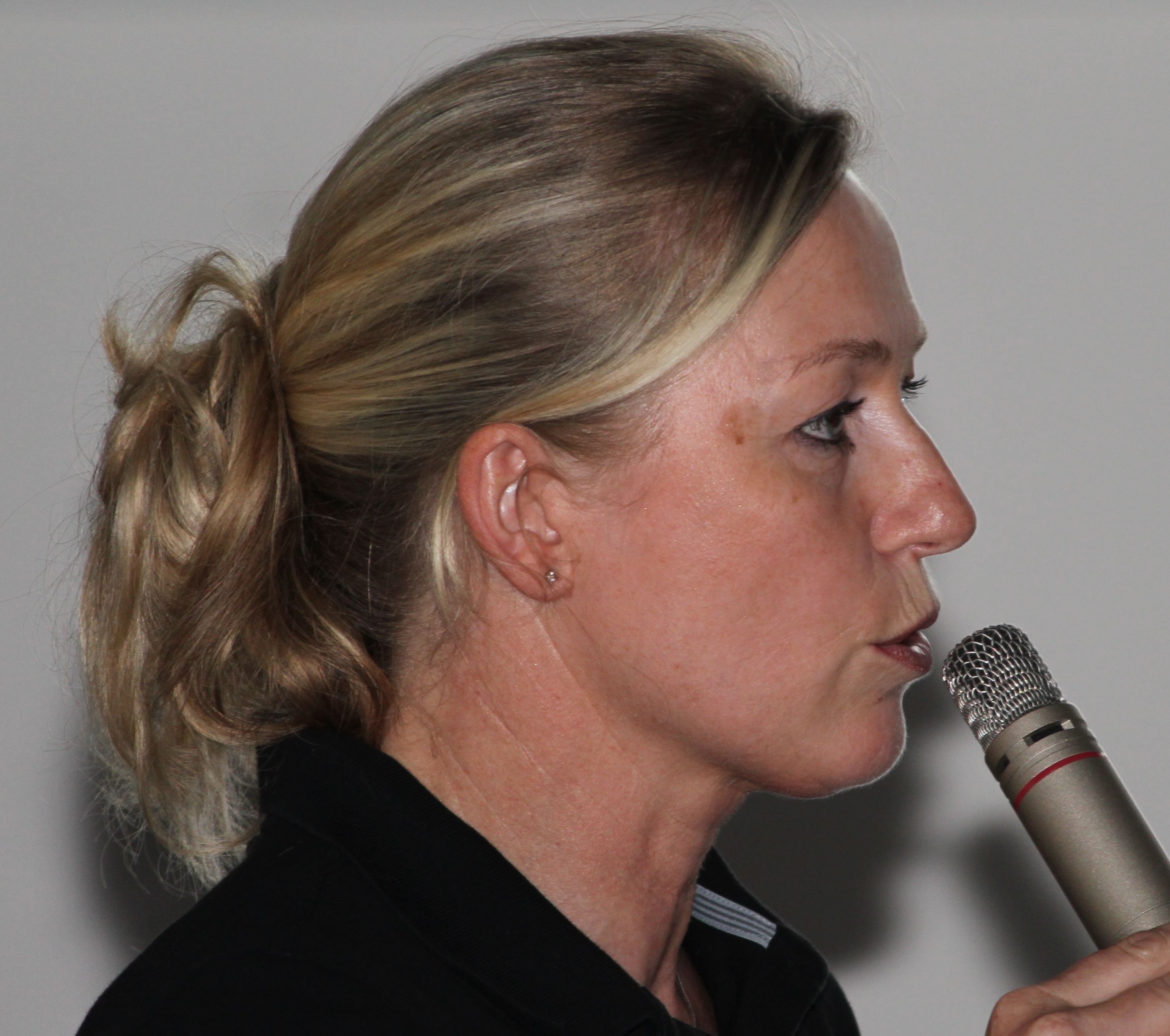
Sylke Otto, Deutsche Meisterin

Deutsche Meisterin wurde Sylke Otto, die die Vorjahressiegerin Silke Kraushaar auf den Silberrang verweisen konnte. Barbara Niedernhuber sicherte sich Bronze. Sonja Wiedemann wurde Vierte, Anke Wischnewski Fünfte, Gabriele Bender folgte auf Rang 6. Sabine Kurth und Tatjana Hüfner folgten auf den weiteren Rängen.

### Einsitzer der Männer
| Platz | Sportlerin     | Verein                        | Zeit         |
| ----- | -------------- | ----------------------------- | ------------ |
| 1     | Georg Hackl    | RC Berchtesgaden              | 1:50,260 min |
| 2     | David Möller   | BSR Rennsteig Oberhof         | 1:50,460 min |
| 3     | Jan Eichhorn   | BSR Rennsteig Oberhof         | 1:51,052 min |
| 4     | Karsten Albert | WSV Oberhof 05                | 1:51,076 min |
| 5     | Denis Geppert  | WSC Erzgebirge Oberwiesenthal | 1:51,403 min |
| 6     | Frank Soccal   | BSC Winterberg                | 1:51,515 min |
| 7     | Nico Oetzel    | BSC Winterberg                | 1:51,805 min |
| 8     | Denis Bertz    | WSC Erzgebirge Oberwiesenthal | 1:52,494 min |

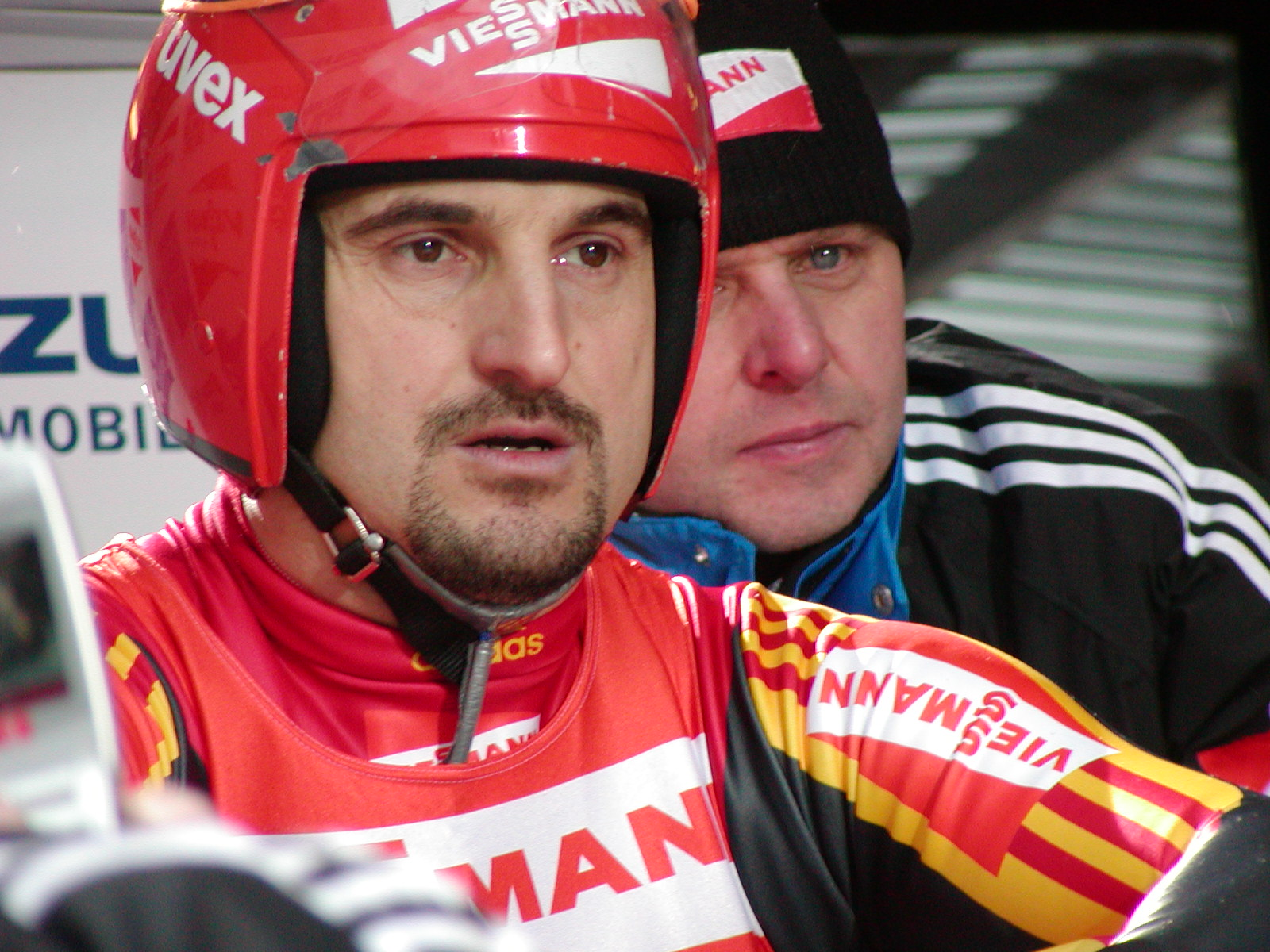
Georg Hackl, Deutscher Meister

Deutscher Meister der Männer wurde, wie in den Vorjahren, Georg Hackl, der David Möller und Jan Eichhorn auf die weiteren Podestplätze verwies. Karsten Albert wurde Vierter, Denis Geppert Fünfter. Die Lokalmatadoren Frank Soccal und Nico Oetzel wurden auf ihrer Winterberger Heimbahn Sechste bzw. Siebte, der Oberwiesenthaler Denis Bertz fuhr auf Rang 8.

### Doppelsitzer
| Platz | Sportlerin                        | Verein                                              | Zeit         |
| ----- | --------------------------------- | --------------------------------------------------- | ------------ |
| 1     | Patric Leitner/Alexander Resch    | WSV Königssee/RC Berchtesgaden                      | 1:29,555 min |
| 2     | André Florschütz/Torsten Wustlich | BSR Rennsteig Oberhof/WSC Erzgebirge Oberwiesenthal | 1:29,804 min |
| 3     | Sebastian Schmidt/André Forker    | SSV Altenberg                                       | 1:29,816 min |
| 4     | Steffen Skel/Steffen Wöller       | BSC Winterberg                                      | 1:30,217 min |
| 5     | Marcel Lorenz/Christian Baude     | BSR Rennsteig Oberhof                               | 1:30,424 min |
| 6     | Franz König/Christian Kontny      | WSV Königssee                                       | 1:31,389 min |
| 7     | Stefan Lorenz/Michael Schneider   | SV Ilmtal Manebach                                  | 1:32,171 min |
| 8     | Sandro Stielicke/André Lotze      | BSC Winterberg                                      | 1:33,216 min |

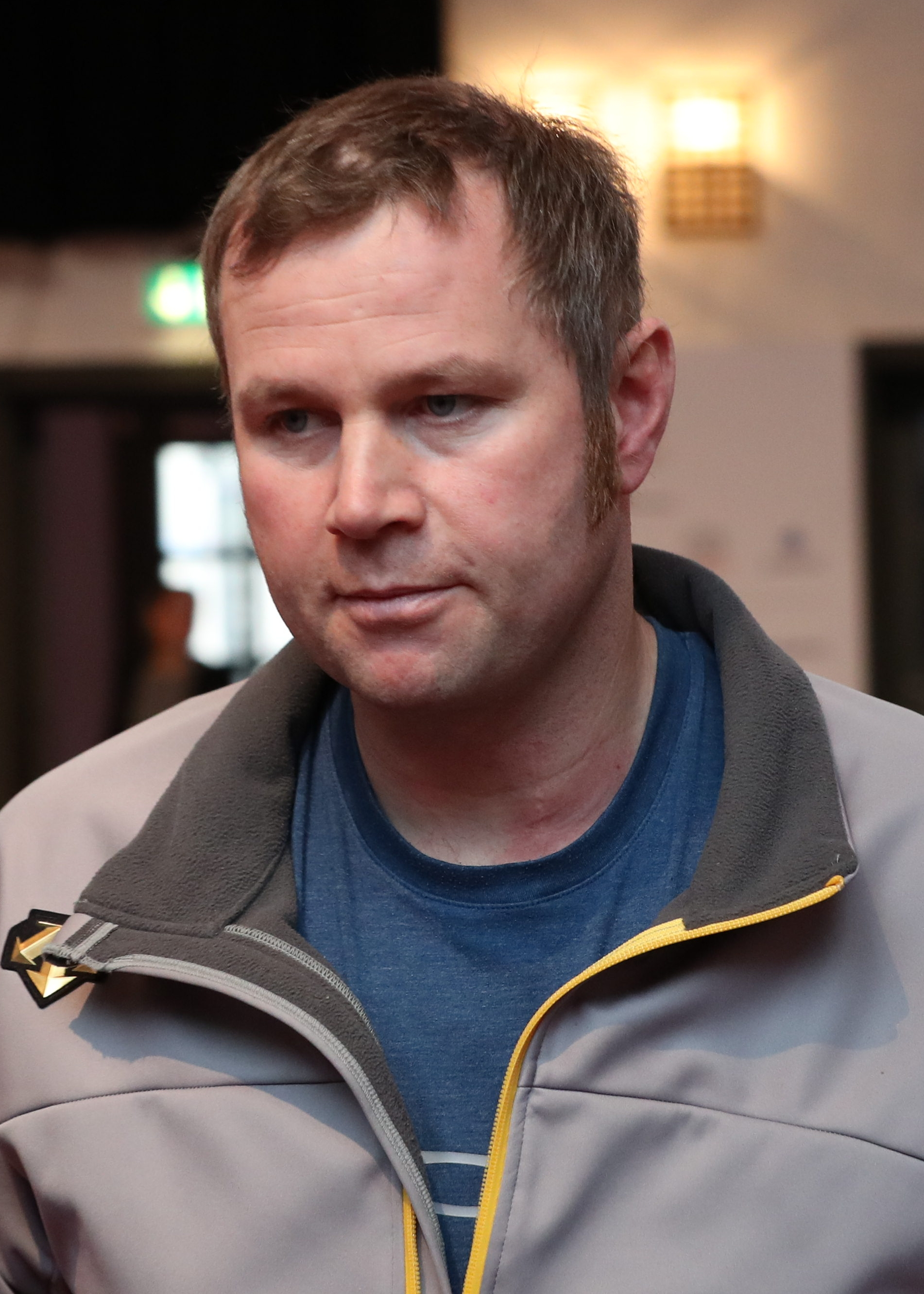
Patric Leitner, Pilot des Doppelsitzers Leitner/Resch, Deutscher Meister

Deutsche Meister wurden Patric Leitner und Alexander Resch vor André Florschütz und Torsten Wustlich sowie den Vorjahressiegern Sebastian Schmidt und André Forker. Die Lokalmatadoren Steffen Skel und Steffen Wöller wurden auf ihrer Heimbahn im Hochsauerland Vierte, Marcel Lorenz und Christian Baude folgten auf dem fünften Platz. Sechste wurden Franz König und Christian Kontny, Stefan Lorenz und Michael Schneider sowie Sandro Stielicke und André Lotze komplettierten die Ränge.